# Jugendhilfe
Jugendhilfe ist der Name einer deutschen Fachzeitschrift. Sie erscheint seit 1963. Als Zielgruppe der Zeitschrift sind Fachkräfte der Kinder- und Jugendhilfe, Lehrende und Studierende der Sozialen Arbeit angesprochen.

## Aktuelle Situation
Seit 1991 führte der Luchterhand-Verlag (Neuwied) die Zeitschrift. Luchterhand wurde von Wolters Kluwer Deutschland gekauft, wo die Zeitschrift Jugendhilfe heute in Köln erscheint. Zum Anfang 2016 kündigte der Verlag allen Artikel-Autoren sowie Rezensenten an, dass aus Kostengründen keine Honorare mehr gezahlt werden.

## Inhalte
Die Jugendhilfe berichtet sechsmal im Jahr über Themen der Kinder- und Jugendhilfe in Deutschland und zum Teil in Europa. In jeder Ausgabe widmet sich die Fachzeitschrift intensiv einem aktuellen Thema aus dem Bereich der Kinder- und Jugendhilfe und vermittelt essenzielles Fakten- und Hintergrundwissen sowie konkrete Anregungen für die Praxis. 
Darüber hinaus wird über weitere aktuelle Trends und Publikationen aus Wissenschaft und Praxis berichtet. Dabei werden innovative Fragestellungen, Methoden und Forschungsergebnisse in Form kompakter Informationen von namhaften Autoren aus unterschiedlichen Perspektiven dargestellt. Zusätzlich wird die aktuelle Rechtsprechung im Jugendhilferecht und Entwicklungen in der Gesetzgebung erläutert. Daneben enthalten sind Rezensionen von Fachliteratur, Medienempfehlungen sowie eine Übersicht ausgewählter Termine wie Fortbildungen, Fachtagungen und Kongresse.

## Personen
Herausgeber ist Andreas Dexheimer. Seit 2023 ist Marc Rothballer als Mitherausgeber hinzugetreten. 
Im Beirat der Zeitschrift sitzen die Hochschullehrer Delmas, Mörsberger, Münder, Scherer und Thole.